# Krzysztof Urbanowski
Krzysztof Urbanowski (ur. 1949 r.) – polski fizyk, specjalizujący się w fizyce teoretycznej, oddziaływaniach fundamentalnych, procesach rozpadu; nauczyciel akademicki związany z zielonogórskimi uczelniami.

## Życiorys
Urodził się w 1949 roku na Kujawach. W 1968 roku ukończył Technikum Mechaniczno-Elektryczne w Bydgoszczy w klasie o profilu nukleonicznym, otrzymując dyplom technika. Następnie podjął studia na kierunku fizyka na Uniwersytecie Wrocławskim, które ukończył w 1973 roku magisterium. Bezpośrednio po ich ukończeniu rozpoczął studia doktoranckie na swojej macierzystej uczelni zwieńczone w 1977 roku uzyskaniem stopnia naukowego doktora nauk fizycznych. W tym samym roku przeprowadził się do Zielonej Góry, otrzymując stanowisko adiunkta w Wyższej Szkole Pedagogicznej im. Tadeusza Kotarbińskiego (od 2001 roku Uniwersytet Zielonogórski) w Zakładzie Fizyki Teoretycznej, a następnie Instytucie Fizyki. Stopień naukowy doktora habilitowanego otrzymał w 1993 roku na Wydziale Fizyki Petersburskiego Uniwersytetu Państwowego. Trzy lata później został mianowany na stanowisko profesora nadzwyczajnego.
Poza działalnością naukowo-dydaktyczną pełnił wiele istotnych funkcji organizacyjnych na zielonogórskiej uczelni. W latach 1996–1998 był zastępcą dyrektora, a od jesieni 1998 do końca września 1999 roku – dyrektorem Instytutu Fizyki WSP TK. Od 1996 roku był członkiem Senatu WSP TK. Od września 1999 roku do sierpnia 2001 roku sprawował funkcję prorektora WSP TK. Od września 2001 do końca sierpnia 2002 był prorektorem Uniwersytetu Zielonogórskiego oraz członkiem Uniwersyteckiej Komisji Akredytacyjnej. Przewodniczył rektorskiej komisji do spraw opracowania statutu Uniwersytetu Zielonogórskiego. Od września 2002 r. jest członkiem Senatu Uniwersytetu Zielonogórskiego. Był współautorem uzasadnienia wniosku o utworzenie Wydziału Fizyki i Astronomii, a 23 marca 2004 roku został wybrany na pierwszego dziekana tego wydziału. W marcu 2005 roku został wybrany ponownie prorektorem do spraw rozwoju Uniwersytetu Zielonogórskiego na kadencję 2005 – 2008 i od 1 września 2005 pełnił funkcję prorektora ds. rozwoju. Ponadto przewodniczył Komisji Statutowej, Senackiej Komisji do spraw Budżetu i Finansów i innym ważnym dla Uniwersytetu komisjom, a także reprezentował Uniwersytet Zielonogórski w Uniwersyteckiej Komisji Finansowej. 19 marca 2008 roku wybrano go ponownie na prorektora Uniwersytetu Zielonogórskiego. Funkcję tę pełnił do końca września 2012 roku.

## Dorobek naukowy
Jest autorem ponad 40 artykułów naukowych opublikowanych w czasopismach "filadelfijskich": począwszy od "Acta Physica Polonica B", poprzez "Physics Letters B", i kończąc na "Physical Review A" oraz współautorem dwóch monografii. W swojej pracy naukowej zajmuje się opisem rozpadu cząstek nietrwałych i wpływem fundamentalnych symetrii (odbicia przestrzennego, odwrócenia czasu, sprzężenia ładunkowego) na własności układów składających się z neutralnego mezonu i jego antycząstki i na ewolucję takich układów w czasie. Był promo-torem licznych prac magisterskich. Jak dotychczas wypromował dwóch doktorów.